# Mary Ellen Avery
Mary Ellen Avery (ur. 6 maja 1927, zm. 4 grudnia 2011) – amerykańska lekarka pediatrka.
Avery jako jedna z pierwszych osób zajmowała się badaniami nad zespołem zaburzeń oddychania noworodka u wcześniaków. Dzięki jej badaniom udało się odkryć, że jest związany z niedoborem endogennego surfaktantu, szacuje się, że dzięki niej w samych tylko Stanach Zjednoczonych uratowano życie ponad 800 tysiącom noworodków (przed odkryciem przed Avery na syndrom umierało ponad 15 tysięcy noworodków rocznie, obecnie liczba ta nie przekracza tysiąca śmierci). W 1991 Avery została nagrodzona National Medal of Science.